# Международный альянс исследовательских университетов
Международный альянс исследовательских университетов (англ. International Alliance of Research Universities, сокращённо IARU) — альянс из 10 ведущих наукоёмких университетов мира. Альянс основан в конце 2005 года, начал работу 14 января 2006 года.
Альянс совместно решает важнейшие задачи, стоящие перед человечеством. Им определены долгосрочные решения в области изменения климата, в качестве одной из ключевых инициатив. В 2009 году им успешно организован Международный научный конгресс по изменению климата. Члены альянса также сотрудничают по ряду научно-исследовательских проектов, относящихся к старению, долголетию и здоровью, глобальной безопасности и устойчивому развитию городов.
Альянсом разработан ряд программ по обмену студентами, повышению квалификации сотрудников и укреплению межвузовских связей.
Первым председателем ассоциации был избран вице-канцлер Австралийского национального университета, профессор Ян Чабб (2006—2009). Его преемником стал президент Национального университета Сингапура, профессор Тан Чорх Чуан, избранный на период с 2009 по 2012 год. С 2012 года обязанности председателя исполняет президент Швейцарской высшей технической школы Цюриха, профессор Ральф Эйхлер.

## Члены альянса
В Международный альянс исследовательских университетов входят:
- Австралийский национальный университет
- Кембриджский университет
- Оксфордский университет
- Калифорнийский университет в Беркли
- Йельский университет
- Пекинский университет
- Национальный университет Сингапура
- Токийский университет
- Копенгагенский университет
- Швейцарская высшая техническая школа Цюриха
- Кейптаунский университет с 2016